# Erzbischöfliches Exarchat Krim
Das Erzbischöfliche Exarchat Krim ist ein in der Ukraine gelegenes Erzbischöfliches Exarchat der ukrainischen griechisch-katholischen Kirche mit Sitz in Simferopol.

## Geschichte
Das Erzbischöfliche Exarchat Krim entstand am 13. Februar 2014 infolge der Teilung des Erzbischöflichen Exarchats Odessa-Krim in die Exarchate Odessa und Krim. Der bisherige Exarch vor der Teilung und jetzige Bischof von Kolomyia-Tscherniwzi Wassyl Iwassjuk wurde zum Administrator bestimmt.
Das Erzbischöfliche Exarchat Krim umfasst die Autonome Republik Krim.